# گروزا
گروزا (به لاتین: Garoza) یک روستا در لتونی است که در شهرداری اوزونیکی واقع شده‌است. گروزا ۳۳۵ نفر جمعیت دارد.